# Амитивилски ужас (филм из 2005)
Амитивилски ужас (енгл. The Amityville Horror) амерички је натприродни хорор филм из 2005. године, режисера Ендруа Дагласа и продуцента Мајкла Беја, са Рајаном Ренолдсом, Мелисом Џорџ, Џесијем Џејмсом, Џимијем Бенетом, Клои Грејс Морец и Филипом Бејкером Холом у главним улогама. Представља римејк истоименог филма из 1979, као и девети филм у овом серијалу.
Филм је премијерно приказан 15. априла 2005, у дистрибуцији продукцијских кућа Metro-Goldwyn-Mayer и 20th Century Fox. Добио је претежно негативне оцене критичара, углавном због тога што представља копију оригиналног филма из 1979. и не доноси ништа ново.
Године 2017. снимљен је мета-наставак првог дела, под насловом Амитивил: Буђење.

## Радња
Џорџ и Кети Лац су нововенчани брачни пар, који купује кућу у Амитивилу, не знајући да је у њој Роналд Дефео убио своју породицу, а затим тврдио да су га гласови из куће натерали да то уради. Недуго након што су се уселили, и Лацови постају сведоци натприродних појава у кући.

## Улоге
| Глумац            | Улога                     |
| ----------------- | ------------------------- |
| Рајан Ренолдс     | Џорџ Лац                  |
| Мелиса Џорџ       | Кети Лац                  |
| Џеси Џејмс        | Били Лац                  |
| Џими Бенет        | Мајкл Лац                 |
| Клои Грејс Морец  | Челси Лац                 |
| Рејчел Николс     | Лиса                      |
| Филип Бејкер Хол  | отац Колавеј              |
| Изабел Конер      | Џоди Дефео                |
| Брендан Доналдсон | Роналд „Рони” Дефео млађи |